# Mary Simon
Mary Jeannie May Simon (Kangiqsualujjuaq, Quebec, 21 de agosto de 1947) es una funcionaria, diplomática y ex locutora canadiense que ocupa el cargo de trigésima gobernadora general de Canadá desde el 26 de julio de 2021. Simon es inuk, lo que la convierte en la primera persona indígena en ocupar el cargo. 
Simon nació en Fort Severight (actual Kangiqsualujjuaq), Quebec. Trabajó brevemente como productora y locutora para el Servicio Norte de la CBC en los años 70 antes de entrar en el servicio público, formando parte de la junta de la Asociación Inuit del Norte de Quebec y desempeñando un papel clave en las negociaciones del Acuerdo de Charlottetown. Simon fue la primera embajadora de Canadá para asuntos circumpolares de 1994 a 2004, así como una de las principales negociadoras para la creación del Consejo Ártico. También fue embajadora de Canadá en Dinamarca de 1999 a 2002. 
El 6 de julio de 2021, el primer ministro Justin Trudeau anunció que la reina Isabel II de Canadá había aprobado el nombramiento de Simon como próxima gobernadora general de Canadá. 

## Biografía
Simon nació como Mary Jeannie May el 21 de agosto de 1947, en Fort Severight (actual Kangiqsualujjuaq), en la provincia canadiense de Quebec, hija de Bob May, natural de Manitoba y de ascendencia inglesa, y de su madre, Nancy, inuk. Su padre se había trasladado al norte en su juventud y se convirtió en gerente de la tienda local de la Hudson's Bay Company (HBC) a principios de los años 50. Decía que era el primer empleado blanco que se casaba con una inuk, algo que la HBC prohibía en aquella época.  El nombre inuk de Mary Simon es Ningiukudluk. 
Simon se crío con un estilo de vida tradicional inuit, que incluía la caza, la pesca, la costura de ropa inuit y los viajes en trineo tirado por perros. Su madre y su abuela materna, Jeannie Angnatuk, le transmitieron la historia oral inuit.
Simon asistió a la escuela diurna federal de Fort Chimo (actual Kuujjuaq), después a la escuela secundaria de Fort Carson, en Colorado, y terminó el bachillerato por correspondencia en Fort Chimo. [cita requerida]

## Gobernadora General de Canadá

### Propuesta de candidatura
El Gobierno federal inició la búsqueda de un sustituto permanente para la Gobernadora General Julie Payette tras su dimisión a principios de 2021. Simon se perfiló como una de las principales candidatas al puesto desde el principio, dada su herencia indígena y su conciencia política sobre la reconciliación indígena. El 6 de julio de 2021, el primer ministro Justin Trudeau anunció que la Reina Isabel II había aprobado el nombramiento de Simon como 30.ª gobernadora general de Canadá.  El 22 de julio se celebró la habitual audiencia con la Reina, aunque de forma virtual (en lugar de en persona) debido a la pandemia de coronavirus. Fue investida con los nombramientos especiales de Canciller de la Orden de Canadá, la Orden del Mérito Militar, la Orden del Mérito de las Fuerzas Policiales y la Orden de San Juan (dentro de Canadá). También recibió la Condecoración de las Fuerzas Canadienses. El 26 de julio fue investida oficialmente en el edificio del Senado de Canadá. 
El nombramiento de Simon fue un tanto inusual, ya que habla inglés e inuktitut, pero no domina el francés. Esto suscitó algunas quejas de los canadienses francófonos por romper la tradición del bilingüismo francés-inglés. 

### Tenencia
El 15 de agosto de 2021, Simon aprobó la petición del primer ministro Justin Trudeau de disolver el Parlamento y firmó una orden de elecciones para el 20 de septiembre. 

### Jubileo de Platino de la Reina Isabel II
El Día de la Adhesión, el 6 de febrero de 2022, Simon rindió homenaje a la Reina en un mensaje con motivo de su Jubileo de Platino. Dijo: 
Mucho ha cambiado en las últimas siete décadas. Hemos tendido la mano de la amistad a naciones de todo el mundo. Hemos avanzado en la investigación médica, recientemente con las vacunas. Creamos la Comisión de la Verdad y la Reconciliación y participamos en sus trabajos. Vimos al primer canadiense nombrado Gobernador General, luego a la primera mujer y ahora al primer indígena. 
Simon y su marido se reunieron por primera vez con la Reina el 15 de marzo de 2022, en el castillo de Windsor. La Reina ofreció el té de la tarde a la pareja. Era la primera vez que la monarca canadiense se reunía con el primer gobernador general indígena de la historia de Canadá. Simon declaró posteriormente en una entrevista que ella y la Reina hablaron de diversos temas, como la invasión rusa de Ucrania en 2022, las protestas de los convoyes canadienses y la forma en que ambas se recuperaron del COVID-19. Simon afirmó que le dijo a la Reina que los libros de historia de Canadá deberían reescribirse para reflejar los hechos sobre la relación entre la Corona canadiense y los pueblos indígenas de Canadá.
En mayo, Simon recibió a Carlos, príncipe de Gales, y a Camila, duquesa de Cornualles, en su gira por Canadá con motivo del Jubileo de Platino. Durante la gira, Simon invistió a Carlos como Comendador Extraordinario de la Orden del Mérito Militar en el Rideau Hall. 

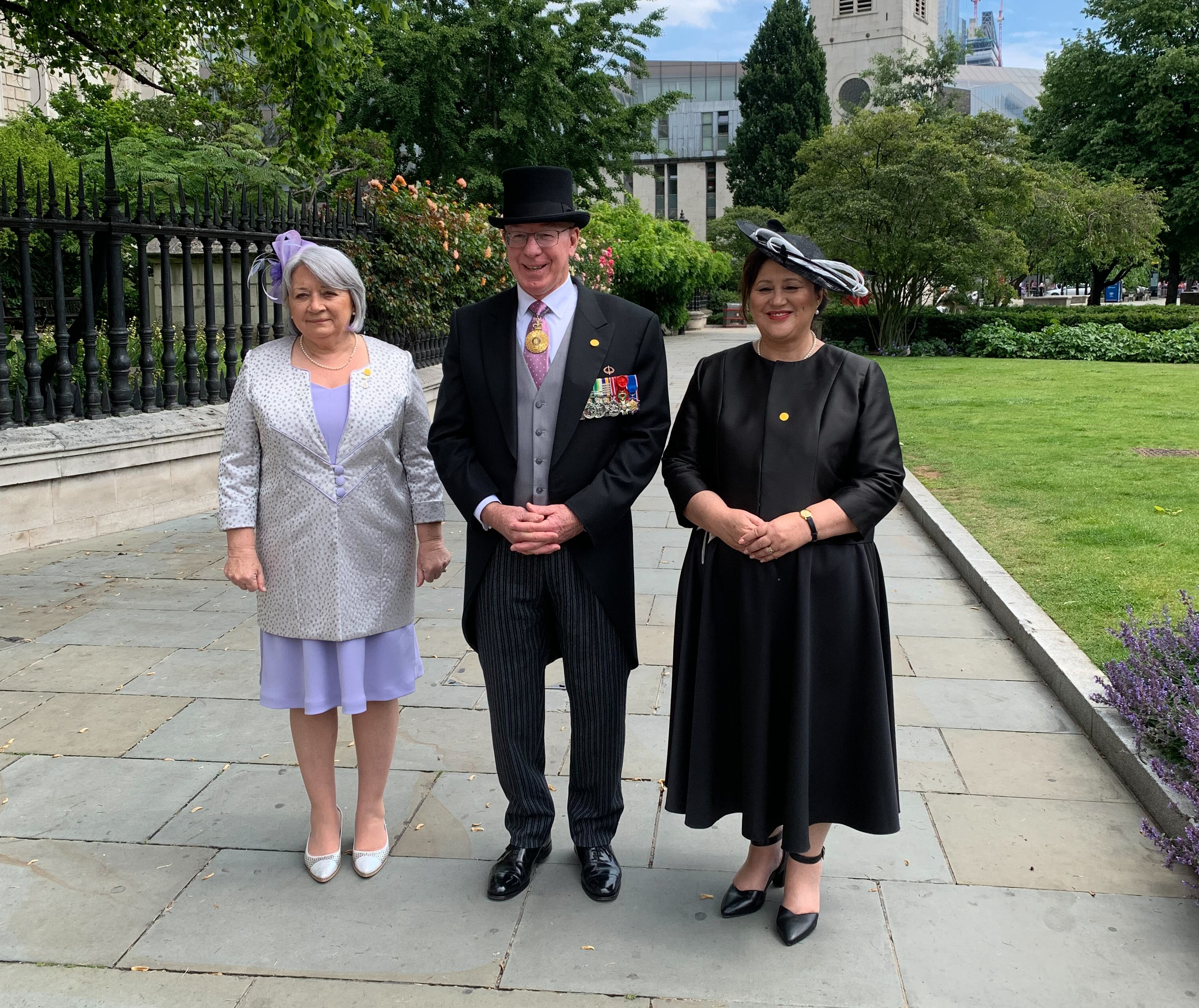
Simon con los gobernadores generales David Hurley de Australia y Cindy Kiro de Nueva Zelanda, ante la catedral de San Pablo, Londres, 3 de junio de 2022.

Simon y su marido viajaron a Londres del 2 al 6 de junio de 2022 para participar en las celebraciones del Jubileo de Platino de la Reina en el Reino Unido. Asistieron al Servicio de Acción de Gracias en la Catedral de San Pablo, a la Fiesta del Platino en el Palacio y al Desfile del Jubileo de Platino, en el que participaron militares de las Fuerzas Armadas canadienses. 
Simon instó a todos los canadienses a trabajar juntos para "honrar de verdad la vida, el legado y el reinado de Su Majestad la Reina", y afirmó que, para ella, eso es digno de celebración. 

### Visita del Papa
El 1 de abril de 2022, Simon hizo pública una declaración tras las disculpas del Papa Francisco a la delegación indígena en el Vaticano. Simon se mostró agradecida al Papa por sus palabras y lo calificó de "día histórico y emotivo para los pueblos indígenas de todo Canadá". Afirmó que la disculpa es "un paso en el camino de la reconciliación", y que el Papa "se ha comprometido a visitar Canadá para continuar el camino de la reconciliación con los pueblos indígenas en sus propias tierras".
El Papa Francisco visitó Canadá del 24 al 29 de julio de 2022, y Simon participó en varios actos y actividades durante la visita papal.  Tras la disculpa papal en Maskwacis el 25 de julio, Simon dijo: "Hoy ha sido un día que nos ha hecho avanzar, dando a los supervivientes palabras que pueden ayudarles a sanar. Sin embargo, también es un día que puede suscitar emociones complejas, especialmente mientras continúa la visita papal". 

### La muerte de la Reina
Con la muerte de la reina Isabel II el 8 de septiembre de 2022, Simon se convirtió en el primer gobernador general en servir bajo dos monarcas desde Lord Tweedsmuir en 1936. Simon declaró: "La cálida bienvenida de Su Majestad cuando pasamos un tiempo con ella a principios de este año fue un momento profundo en nuestras vidas y un recuerdo que atesoraremos para siempre". En una declaración en directo a los canadienses, Simon dijo: "Su Majestad se preocupaba por la gente, por nuestro bienestar. Eso quedó claro cada vez que hablamos. Se preocupaba por Canadá y por todas las historias únicas que conforman nuestro hermoso país". 
El 10 de septiembre, Simon firmó la proclamación de la ascensión del Rey Carlos III en Rideau Hall, tras una reunión formal del Consejo Privado del Rey para Canadá. En un comunicado, Simon afirmó que "la Corona perdura y prospera como símbolo de servicio, tradición y compromiso. Su Majestad el Rey asciende en un momento histórico importante para Canadá y la Commonwealth". 
Simon y su marido formaron parte de la delegación canadiense que asistió al Funeral de Estado de la Reina en Londres el 19 de septiembre. Con motivo del funeral de la Reina, Simon declaró: "Hemos tenido la suerte de tener a la Reina con nosotros durante tanto tiempo. En nombre de todos los canadienses, quiero dar las gracias por última vez a nuestra Reina, nuestra monarca, por su amor y su compromiso con nuestro país y nuestro pueblo". 